# Saison 2025-2026 du United Rugby Championship
Navigation
United Rugby Championship 2024-2025 United Rugby Championship 2025-2027
La saison 2025-2026 du United Rugby Championship est la 25e édition de la compétition professionnelle de rugby à XV. Elle est la cinquième sous l'appellation United Rugby Championship. La compétition voit s'affronter des franchises sud-africaines, écossaises, galloises, irlandaises et italiennes.
Le championnat débute le 26 septembre 2025 et s'achève le 20 juin 2026 par la finale de la compétition.
Le Leinster est le tenant du titre 2025 après sa victoire en finale contre les Bulls.

## Présentation

### Participants
| Franchise                 | Classement 2024-2025   | Entraîneur en chef     | Stade                     | Capacité               | Compétition de l'EPCR  |
| Franchises irlandaises    | Franchises irlandaises | Franchises irlandaises | Franchises irlandaises    | Franchises irlandaises | Franchises irlandaises |
| ------------------------- | ---------------------- | ---------------------- | ------------------------- | ---------------------- | ---------------------- |
| Connacht                  | 13e                    | Peter Wilkins (en)     | Galway Sportsground       | 8 129                  | Challenge Cup          |
| Leinster                  | 1er, Champion          | Leo Cullen             | RDS Arena                 | 18 500                 | Champions Cup          |
| Munster                   | 6e, quart de finale    | Clayton McMillan (en)  | Thomond Park              | 25 600                 | Champions Cup          |
| Ulster                    | 14e                    | Richie Murphy (en)     | Ravenhill Stadium         | 18 196                 | Challenge Cup          |
| Franchises galloises      |                        |                        |                           |                        |                        |
| Cardiff Rugby             | 9e                     | Matt Sherratt (en)     | Cardiff Arms Park         | 12 125                 | Challenge Cup          |
| Dragons                   | 16e                    | Filo Tiatia            | Rodney Parade             | 8 700                  | Challenge Cup          |
| Ospreys                   | 12e                    | Mark Jones             | Liberty Stadium           | 20 827                 | Challenge Cup          |
| Scarlets                  | 8e, quart de finale    | Dwayne Peel            | Parc y Scarlets           | 14 870                 | Champions Cup          |
| Franchises écossaises     |                        |                        |                           |                        |                        |
| Édimbourg                 | 7e, quart de finale    | Sean Everitt (en)      | Edinburgh Rugby Stadium   | 7 800                  | Champions Cup          |
| Glasgow Warriors          | 4e, demi-finaliste     | Franco Smith           | Scotstoun Stadium         | 7 351                  | Champions Cup          |
| Franchises italiennes     |                        |                        |                           |                        |                        |
| Benetton Trévise          | 10e                    | Calum MacRae           | Stadio Comunale di Monigo | 5 000                  | Challenge Cup          |
| Zebre Parma               | 15e                    | Massimo Brunello (en)  | Stade Sergio-Lanfranchi   | 5 000                  | Challenge Cup          |
| Franchises sud-africaines |                        |                        |                           |                        |                        |
| Bulls                     | 2e, finaliste          | Jake White             | Loftus Versfeld Stadium   | 51 762                 | Champions Cup          |
| Lions                     | 11e                    | Ivan van Rooyen (en)   | Ellis Park Stadium        | 62 567                 | Challenge Cup          |
| Sharks                    | 3e, demi-finaliste     | John Plumtree          | Kings Park Stadium        | 52 000                 | Champions Cup          |
| Stormers                  | 5e, quart de finale    | John Dobson (en)       | Cape Town Stadium         | 55 000                 | Champions Cup          |

Légende des couleurs
- Tenant du titre

## Compétition

### Poules
Les franchises sont réparties en quatre poules en fonction de leur pays d'origine et se disputent un trophée national (ou transnational dans le cas de la poule italo-écossaise) en ne prenant en compte que les résultats des matchs avec les trois autres équipes de la poule.

#### Bouclier irlandais

##### Résultats
| Résultats (▼dom., ►ext.) | CON | LEI | MUN | ULS |
| Connacht                 | —   | -   | -   | -   |
| Leinster                 | -   | —   | -   | -   |
| Munster                  | -   | -   | —   | -   |
| Ulster                   | -   | -   | -   | —   |

- Victoire à domicile
- Match nul
- Victoire à l'extérieur

##### Classement
| Rang | Club       | J | V | N | D | Bo | Bd | Pm | Pe | Diff | Pts |
| ---- | ---------- | - | - | - | - | -- | -- | -- | -- | ---- | --- |
| 1    | Connacht   | 0 | 0 | 0 | 0 | 0  | 0  | 0  | 0  | 0    | 0   |
| 2    | Leinster T | 0 | 0 | 0 | 0 | 0  | 0  | 0  | 0  | 0    | 0   |
| 3    | Munster    | 0 | 0 | 0 | 0 | 0  | 0  | 0  | 0  | 0    | 0   |
| 4    | Ulster     | 0 | 0 | 0 | 0 | 0  | 0  | 0  | 0  | 0    | 0   |

#### Bouclier gallois

##### Résultats
| Résultats (▼dom., ►ext.) | CAR | DRA | OSP | SCA |
| Cardiff Rugby            | —   | -   | -   | -   |
| Dragons RFC              | -   | —   | -   | -   |
| Ospreys                  | -   | -   | —   | -   |
| Scarlets                 | -   | -   | -   | —   |

- Victoire à domicile
- Match nul
- Victoire à l'extérieur

##### Classement
| Rang | Club          | J | V | N | D | Bo | Bd | Pm | Pe | Diff | Pts |
| ---- | ------------- | - | - | - | - | -- | -- | -- | -- | ---- | --- |
| 1    | Cardiff Rugby | 0 | 0 | 0 | 0 | 0  | 0  | 0  | 0  | 0    | 0   |
| 2    | Dragons       | 0 | 0 | 0 | 0 | 0  | 0  | 0  | 0  | 0    | 0   |
| 3    | Ospreys       | 0 | 0 | 0 | 0 | 0  | 0  | 0  | 0  | 0    | 0   |
| 4    | Scarlets      | 0 | 0 | 0 | 0 | 0  | 0  | 0  | 0  | 0    | 0   |

#### Bouclier italo-écossais

##### Résultats
| Résultats (▼dom., ►ext.) | BEN | EDI | GLA | ZEB |
| Benetton Trévise         | —   | -   | -   | -   |
| Édimbourg Rugby          | -   | —   | -   | -   |
| Glasgow Warriors         | -   | -   | —   | -   |
| Zebre Parma              | -   | -   | -   | —   |

- Victoire à domicile
- Match nul
- Victoire à l'extérieur

##### Classement
| Rang | Club             | J | V | N | D | Bo | Bd | Pm | Pe | Diff | Pts |
| ---- | ---------------- | - | - | - | - | -- | -- | -- | -- | ---- | --- |
| 1    | Benetton Trévise | 0 | 0 | 0 | 0 | 0  | 0  | 0  | 0  | 0    | 0   |
| 2    | Édimbourg Rugby  | 0 | 0 | 0 | 0 | 0  | 0  | 0  | 0  | 0    | 0   |
| 3    | Glasgow Warriors | 0 | 0 | 0 | 0 | 0  | 0  | 0  | 0  | 0    | 0   |
| 4    | Zebre Parma      | 0 | 0 | 0 | 0 | 0  | 0  | 0  | 0  | 0    | 0   |

#### Bouclier sud-africain

##### Résultats
| Résultats (▼dom., ►ext.) | BUL | LIO | SHA | STO |
| Bulls                    | —   | -   | -   | -   |
| Lions                    | -   | —   | -   | -   |
| Sharks                   | -   | -   | —   | -   |
| Stormers                 | -   | -   | -   | —   |

- Victoire à domicile
- Match nul
- Victoire à l'extérieur

##### Classement
| Rang | Club     | J | V | N | D | Bo | Bd | Pm | Pe | Diff | Pts |
| ---- | -------- | - | - | - | - | -- | -- | -- | -- | ---- | --- |
| 1    | Bulls    | 0 | 0 | 0 | 0 | 0  | 0  | 0  | 0  | 0    | 0   |
| 2    | Lions    | 0 | 0 | 0 | 0 | 0  | 0  | 0  | 0  | 0    | 0   |
| 3    | Sharks   | 0 | 0 | 0 | 0 | 0  | 0  | 0  | 0  | 0    | 0   |
| 4    | Stormers | 0 | 0 | 0 | 0 | 0  | 0  | 0  | 0  | 0    | 0   |

### Phase régulière

#### Résultats
L'équipe qui reçoit est indiquée dans la colonne de gauche.
| Résultats (▼dom., ►ext.) | BEN | BUL | CAR | CON | DRA | EDI | GLA | LEI | LIO | MUN | OSP | SCA | SHA  | STO | ULS | ZEB |
| Benetton Trévise         | —   | —   | —   | —   | —   | J9  | J2  | J16 | J3  | J15 | J13 | J11 | —    | J5  | —   | J7  |
| Bulls                    | J18 | —   | J13 | —   | —   | —   | —   | J2  | J6  | J14 | J1  | —   | J12  | J8  | —   | J17 |
| Cardiff Rugby            | J10 | —   | —   | J3  | J8  | J5  | —   | J12 | J1  | —   | J16 | J7  | —    | J18 | —   | —   |
| Connacht                 | J1  | J4  | —   | —   | —   | —   | J12 | J10 | —   | J17 | J14 | J2  | J6   | —   | J8  | —   |
| Dragons                  | J12 | J15 | J4  | J7  | —   | J17 | —   | J6  | —   | —   | J5  | J9  | J2   | —   | —   | —   |
| Édimbourg Rugby          | J4  | J10 | —   | J18 | —   | —   | J8  | —   | —   | —   | J6  | J12 | J16v | —   | J2  | J15 |
| Glasgow Warriors         | J14 | J5  | J17 | —   | J3  | J7  | —   | J13 | —   | J11 | —   | —   | J1   | —   | —   | J9  |
| Leinster                 | —   | —   | —   | J9  | —   | J11 | —   | —   | J17 | J4  | J18 | J14 | J3   | —   | J7  | J5  |
| Lions                    | —   | J11 | —   | J16 | J14 | J13 | J15 | —   | —   | —   | —   | J5  | J8   | J12 | J6  | —   |
| Munster                  | —   | —   | J2  | J5  | J10 | J3  | —   | J8  | J18 | —   | —   | —   | —    | J6  | J16 | J12 |
| Ospreys                  | —   | —   | J9  | —   | J11 | —   | J4  | —   | J10 | J7  | —   | J17 | J15  | —   | J12 | J3  |
| Scarlets                 | —   | J1  | J15 | —   | J18 | —   | J6  | —   | —   | J1  | J8  | —   | —    | J3  | J10 | J13 |
| Sharks                   | J17 | J7  | J14 | —   | —   | —   | —   | —   | J9  | J13 | —   | J5  | —    | J11 | J4  | J18 |
| Stormers                 | —   | J9  | —   | J15 | J13 | J14 | J16 | J1  | J7  | —   | J2  | —   | J10  | —   | —   | —   |
| Ulster                   | J6  | J3  | J11 | J13 | J1  | —   | J18 | J15 | —   | J9  | —   | —   | —    | J16 | —   | —   |
| Zebre Parma              | J8  | —   | J6  | J11 | J16 | J1  | J10 | —   | J2  | —   | —   | —   | —    | J4  | J14 | —   |

- Victoire à domicile
- Match nul
- Victoire à l'extérieur

Des points de bonus offensifs sont donnés à l'équipe marquant quatre essais et défensifs à l'équipe qui perd par moins de sept points d'écart.

#### Classement général
| Rang | Club             | J | V | N | D | Bo | Bd | Pm | Pe | Diff | Pts |
| ---- | ---------------- | - | - | - | - | -- | -- | -- | -- | ---- | --- |
| 1    | Benetton Trévise | 0 | 0 | 0 | 0 | 0  | 0  | 0  | 0  | 0    | 0   |
| 2    | Bulls            | 0 | 0 | 0 | 0 | 0  | 0  | 0  | 0  | 0    | 0   |
| 3    | Cardiff Rugby    | 0 | 0 | 0 | 0 | 0  | 0  | 0  | 0  | 0    | 0   |
| 4    | Connacht         | 0 | 0 | 0 | 0 | 0  | 0  | 0  | 0  | 0    | 0   |
| 5    | Dragons          | 0 | 0 | 0 | 0 | 0  | 0  | 0  | 0  | 0    | 0   |
| 6    | Édimbourg Rugby  | 0 | 0 | 0 | 0 | 0  | 0  | 0  | 0  | 0    | 0   |
| 7    | Glasgow Warriors | 0 | 0 | 0 | 0 | 0  | 0  | 0  | 0  | 0    | 0   |
| 8    | Leinster T       | 0 | 0 | 0 | 0 | 0  | 0  | 0  | 0  | 0    | 0   |
| 9    | Lions            | 0 | 0 | 0 | 0 | 0  | 0  | 0  | 0  | 0    | 0   |
| 10   | Munster          | 0 | 0 | 0 | 0 | 0  | 0  | 0  | 0  | 0    | 0   |
| 11   | Ospreys          | 0 | 0 | 0 | 0 | 0  | 0  | 0  | 0  | 0    | 0   |
| 12   | Scarlets         | 0 | 0 | 0 | 0 | 0  | 0  | 0  | 0  | 0    | 0   |
| 13   | Sharks           | 0 | 0 | 0 | 0 | 0  | 0  | 0  | 0  | 0    | 0   |
| 14   | Stormers         | 0 | 0 | 0 | 0 | 0  | 0  | 0  | 0  | 0    | 0   |
| 15   | Ulster           | 0 | 0 | 0 | 0 | 0  | 0  | 0  | 0  | 0    | 0   |
| 16   | Zebre Parma      | 0 | 0 | 0 | 0 | 0  | 0  | 0  | 0  | 0    | 0   |

Phase finale
- 1er à 8e : quarts de finale

Compétitions de l'EPCR 2026-2027
- Qualifié en Champions Cup
- Autres : Qualifié en Challenge Cup

Abréviations
- T : Tenant du titre
- P : Premier de poule

### Phase finale

#### Tableau
Les équipes les mieux classées au classement général ont l'avantage de recevoir lors des quarts, demis et la finale.
|  | Quarts de finale | Quarts de finale | Quarts de finale | Quarts de finale |   |   | Demi-finales | Demi-finales | Demi-finales | Demi-finales |  |  | Finale | Finale | Finale | Finale |
|  |                  |                  |                  |                  |   |   |              |              |              |              |  |  |        |        |        |        |
|  |                  |                  |                  |                  |   |   |              |              |              |              |  |  |        |        |        |        |
|  |                  |                  |                  |                  |   |   |              |              |              |              |  |  |        |        |        |        |
|  | -                | -                | -                | -                |   |   |              |              |              |              |  |  |        |        |        |        |
|  | -                | -                | -                | -                |   |   |              |              |              |              |  |  |        |        |        |        |
|  | -                | -                | -                | -                |   |   |              |              |              |              |  |  |        |        |        |        |
|  | -                | -                | -                | -                | - | - | -            | -            |              |              |  |  |        |        |        |        |
|  |                  |                  |                  |                  | - | - | -            | -            |              |              |  |  |        |        |        |        |
|  |                  |                  | -                | -                | - | - |              |              |              |              |  |  |        |        |        |        |
|  | -                | -                | -                | -                | - | - | -            | -            |              |              |  |  |        |        |        |        |
|  | -                | -                |                  |                  |   |   |              | -            |              |              |  |  |        |        |        |        |
|  | -                | -                | -                | -                |   |   |              |              |              |              |  |  |        |        |        |        |
|  | -                | -                | -                | -                | - | - | -            | -            |              |              |  |  |        |        |        |        |
|  |                  |                  |                  |                  | - | - | -            | -            |              |              |  |  |        |        |        |        |
|  |                  |                  | -                | -                | - | - |              |              |              |              |  |  |        |        |        |        |
|  | -                | -                | -                | -                | - | - | -            | -            |              |              |  |  |        |        |        |        |
|  | -                | -                |                  |                  |   |   |              |              |              |              |  |  |        |        |        |        |
|  | -                | -                | -                | -                |   |   |              |              |              |              |  |  |        |        |        |        |
|  | -                | -                | -                | -                | - | - | -            | -            |              |              |  |  |        |        |        |        |
|  |                  |                  |                  |                  | - | - | -            | -            |              |              |  |  |        |        |        |        |
|  |                  |                  | -                | -                | - | - |              |              |              |              |  |  |        |        |        |        |
|  | -                | -                | -                | -                | - | - | -            | -            |              |              |  |  |        |        |        |        |
|  | -                | -                |                  |                  |   |   |              | -            |              |              |  |  |        |        |        |        |
|  | -                | -                | -                | -                |   |   |              |              |              |              |  |  |        |        |        |        |
|  | -                | -                | -                | -                |   |   |              |              |              |              |  |  |        |        |        |        |
|  |                  |                  |                  |                  |   |   |              |              |              |              |  |  |        |        |        |        |

#### Quarts de finale
|  |  | - (-) |  | Arbitre : |
|  |  |       |  | Arbitre : |
|  |  |       |  | Arbitre : |

|  |  | - (-) |  | Arbitre : |
|  |  |       |  | Arbitre : |
|  |  |       |  | Arbitre : |

|  |  | - (-) |  | Arbitre : |
|  |  |       |  | Arbitre : |
|  |  |       |  | Arbitre : |

|  |  | - (-) |  | Arbitre : |
|  |  |       |  | Arbitre : |
|  |  |       |  | Arbitre : |

#### Demi-finales
| 6 juin 2026 |  | - (-) |  | Arbitre : |
| 6 juin 2026 |  |       |  | Arbitre : |
| 6 juin 2026 |  |       |  | Arbitre : |

| 7 juin 2026 |  | - (-) |  | Arbitre : |
| 7 juin 2026 |  |       |  | Arbitre : |
| 7 juin 2026 |  |       |  | Arbitre : |

#### Finale
| 20 juin 2026 |  | - (-) |  | Arbitre : |
| 20 juin 2026 |  |       |  | Arbitre : |
| 20 juin 2026 |  |       |  | Arbitre : |

## Statistiques

### Meilleurs réalisateurs
| Rang | Joueur | Club | Poste | Points | Essais | Transf. | Pén. | Drops |
| ---- | ------ | ---- | ----- | ------ | ------ | ------- | ---- | ----- |

### Meilleurs marqueurs
| Rang | Joueur | Club | Poste | Essais |
| ---- | ------ | ---- | ----- | ------ |

## Récompenses
| Distinction                           | Lauréat | Club |
| ------------------------------------- | ------- | ---- |
| Joueur de la saison (par les joueurs) |         |      |
| Entraîneur de la saison               |         |      |
| Jeune joueur de la saison             |         |      |
| Meilleur marqueur                     |         |      |
| Golden Boot                           |         |      |
| Tackle Machine                        |         |      |
| Iron Man                              |         |      |

| Poste                  | Joueurs | Joueurs | Joueurs | Joueurs | Joueurs | Joueurs |
| ---------------------- | ------- | ------- | ------- | ------- | ------- | ------- |
| Arrière                | [15]    | [15]    | [15]    | [15]    | [15]    | [15]    |
| Trois quarts ailes     | [14]    | [14]    | [14]    | [11]    | [11]    | [11]    |
| Trois quarts centres   | [13]    | [13]    | [13]    | [12]    | [12]    | [12]    |
| Charnière              | [10]    | [10]    | [10]    | [9]     | [9]     | [9]     |
| Troisième ligne centre | [8]     | [8]     | [8]     | [8]     | [8]     | [8]     |
| Troisième ligne aile   | [7]     | [7]     | [7]     | [6]     | [6]     | [6]     |
| Deuxième ligne         | [5]     | [5]     | [5]     | [4]     | [4]     | [4]     |
| Piliers                | [3]     | [3]     | [3]     | [1]     | [1]     | [1]     |
| Talonneur              | [2]     | [2]     | [2]     | [2]     | [2]     | [2]     |